# Veliki trg, Bruselj
Veliki trg (francosko Grand-Place, nizozemsko Grote Markt) je osrednji trg v Bruslju. Obkrožajo ga bogate cehovske hiše in dve večji stavbi, Bruseljska mestna hiša in Kraljeva hiša ali Pekovska hiša (francosko Maison du Roi, nizozemsko Broodhuis), ki je danes Muzej mesta Bruselj. Trg meri 68 krat 110 metrov.
Trg je najpomembnejša turistična znamenitost v Bruslju in eden najlepših trgov v Evropi. Je na Unescovem seznamu svetovne dediščine. 

## Zgodovina

### Zgodnje obdobje
V 10. stoletju je Karel, vojvoda spodnje Lorene, zgradil trdnjavo na otoku Saint-Géry, najbolj oddaljeni celinski točki, do katere je bila reka Senne (Zenne) še vedno plovna. To je bil zametek Bruslja. Do konca 11. stoletja je bila v bližini trdnjave na odprtem prostoru, ki je bil obkrožen z osušenim močvirjem, odprta tržnica. Trg se je imenoval Nedermerckt (Spodnji trg). 
Trg se je verjetno razvil približno istočasno z gospodarskim razvojem mesta. Dokument iz leta 1174 omenja Spodnji trg (latinsko forum inferius), ki je bil nedaleč od pristanišča na reki Senne. Trg je bil dobro umeščen vzdolž nasipa (nizozemsko Steenweg), pomembne gospodarske ceste, ki je povezovala napredne regije Porenja in grofijo Flandrijo.
V začetku 13. stoletja so na severnem robu Velikega trga zgradili tri notranje trge; mesni trg, trg s kruhom in trg s tekstilom. Te stavbe, ki so pripadale brabantskemu vojvodi, so omogočile, da so se izdelki lahko prodajali tudi v slabem vremenu, vojvodi pa so omogočale sledenje skladiščenja in prodaje blaga zaradi pobiranja davkov. Trg so obkrožale druge lesene ali kamnite stavbe.

### Vzpon in pomen
Izboljšave Velikega trga od 14. stoletja dalje so povečevale pomembnost lokalnih trgovcev in obrtnikov v odnosu do plemstva. Vojvoda je nadzor nad mlini in trgovino prenesel na lokalne oblasti. Mesto Bruselj je imelo tako kot sosednji mesti Mechelen in Leuven veliko pokrito tekstilno tržnico južno od trga. Na tej točki je bil trg še vedno naključno postavljen, zgradbe vzdolž robov pa so imele pestro zapletenost vrtov in nepravilnih dodatkov. Mesto je razlastilo in porušilo številne stavbe, ki so ovirale Veliki trg in uradno določale robove trga.
Mestna hiša je bila zgrajena na južni strani trga med letoma 1401 in 1455, Veliki trg pa je postal sedež občinske oblasti. Imela je stolp, visok 96 metrov s 4 metre visokim kipom svetega Mihaela, ki ubija zmaja. Nasproti temu simbolu občinske moči je od 1504 do 1536 brabantski vojvoda zgradil veliko stavbo kot simbol vojvode in postala je znana kot Kraljeva hiša (srednjenizozemsko Conincxhuys), čeprav noben kralj ni nikoli živel v njej. Zgrajena je bila tam, kjer sta bila sprva trg tkanin in kruha. V francoščini je še vedno Kraljeva hiša, v nizozemščini pa se še naprej imenuje Pekovska hiša (Broodhuis) po trgu, na katerem je bila zgrajena. Sčasoma so bogati trgovci in čedalje močnejši Bruselj zgradili veliko hiš okrog roba trga.
Veliki trg je bil priča številnim tragičnim dogodkom. Leta 1523 je inkvizicija na trgu zažgala prva protestantska mučenca: Henrika Voesa in Jeana van Eschna. 40 let kasneje so pred njo obglavili grofa Lamorala Egmontskega in Filipa de Montmorencyja, grofa Hornskega, ki sta nasprotovala politiki kralja Filipa II. v Španski Nizozemski. To je sprožilo začetek oboroženega upora proti španskemu vladanju, ki ga je vodil Viljem I. Oranski.

### Uničenje in obnova
13. avgusta 1695 je francoska vojska, ki ji je zapovedoval francoski maršal François de Neufville, vojvoda Villerojski, začela bombardirati Bruselj, da bi se sile velike alianse ali augsburške lige umaknile in ne bi več oblegale francoske pokrajine Namur, kar je zdaj južna Belgija. Francozi so s topovi in možnarji brezobzirno bombardirali v glavnem mestno jedro in zravnali z zemljo večino Velikega trga in okoliškega mesta. Ostali so le kamnita lupina mestne hiše in nekaj drobcev drugih stavb. Da je mestna hiša preživela, je ironično, saj je bila glavna tarča topniškega ognja.
Trg so v naslednjih štirih letih ponovno zgradili mestni cehi. Mestni svetniki in guverner Bruslja so zahtevali, da se njihovi načrti predložijo organom v odobritev. To je pripomoglo k izjemno usklajenemu načrtu za obnovo Velikega trga kljub navidezni kombinaciji gotike, baroka in sloga Ludvika XIV.
V naslednjih dveh stoletjih je bil trg večkrat močno poškodovan. V poznem 18. stoletju so brabantski revolucionarji opustošili Veliki trg, uničili kipe plemstva in simbole krščanstva.  Cehovske hiše je zasegla država in jih prodala. Postale so zanemarjene, bile so v slabem stanju s svojimi poslikanimi fasadami, štukom in poškodovane zaradi onesnaženja.
V poznem 19. stoletju se je prebudila občutljivost za vrednost dediščine stavb – prelomnica je bila rušenje cehovske hiše Étoile leta 1852. Pod upravo župana Karla Bulsa so bruseljske oblasti vrnile Velikemu trgu nekdanji sijaj z rekonstruiranimi ali obnovljenimi stavbami. Leta 1856 je bila v središču trga postavljena veličastna fontana ob 25. obletnici kralja Leopolda I. Leta 1860 jo je zamenjal vodnjak s kipoma Egmondskega in Hornskega grofa pred kraljevo hišo, ki je bil kasneje premaknjen na trg Mali Sablon (Petit Sablon). 30 let pozneje, v obdobju zlatih časov (Belle Époque), je bil na tem mestu zgrajen glasbeni paviljon.
Leta 1885 je bila med srečanjem na Velikem trgu ustanovljena belgijska laburistična stranka (POB-BWP), prva socialistična stranka v Belgiji.

### 20. in 21. stoletje
Na začetku prve svetovne vojne, ko so begunci preplavili Bruselj, je bil Veliki trg poln vojaških in civilnih žrtev. Mestna hiša je bila zasilna bolnišnica. 20. avgusta 1914 ob 14. uri je Veliki trg zasedla nemška vojska in postavila poljske kuhinje. Okupatorji so razobesili nemško zastavo na levi strani Mestne hiše. 
Veliki trg je nadaljeval vlogo trga do 19. novembra 1959 in se še vedno v nizozemščini imenuje Velika tržnica ali Grote Markt. Mesto je zdaj izredno privlačno za turiste. Sosednje ulice še vedno kažejo značilnosti območja, imenovanega po prodajalcih masla, sira, rib, premoga in podobno. Leta 1990 je trg postal del velikega območja za pešce v središču Bruslja .
Veliki trg je bil leta 1998 vpisan na Unescov seznam svetovne dediščine. Ena od hiš je bila v lasti pivovarskega ceha in je zdaj sedež pivovarskega muzeja.
Leta 2010 je bil razglašen za najlepši trg v Evropi. Na nizozemski spletni strani so uporabniki ocenjevali različne trge po Evropi. Rdeči trg v Moskvi in Stanislavov v Nancyju v Franciji  sta bila na drugem in tretjem mestu.

## Stavbe okrog trga

### Mestna hiša
Mestna hiša (francosko Hôtel de Ville, nizozemsko Stadhuis) je osrednja stavba na Velikem trgu. Zgrajena je bila med letoma 1402 in 1455. Prav tako je edina preostala srednjeveška stavba. Arhitekt in oblikovalec je bil verjetno burgundski arhitekt Jean Bornoy, s katerim je sodeloval Jacques van Thienen. Mladi vojvoda Karel Drzni je postavil temeljni kamen desnega krila leta 1444. Arhitekt tega dela stavbe ni znan. Zgodovinarji mislijo, da bi lahko bil William (Willem) de Voghel, ki je bil arhitekt v mestu Bruselj leta 1452 in je bil takrat tudi oblikovalec Aule Magne, palače Filipa Dobrega.
Gotski stolp, visok 96 metrov, je delo arhitekta Jeana van Ruysbroecka. Na vrhu je kip svetega Mihaela, zaščitnika mesta.
Mestna hiša je asimetrična, saj stolp ni ravno na sredi stavbe, levi in desni del nista enaka (čeprav se zdi na prvi pogled). 

### Kraljeva hiša
Že v 12. stoletju je bila kraljeva hiša lesena stavba, v kateri so prodajali kruh, zato se je ime ohranilo v nizozemščini Broodhuis.
Prvotno stavbo je v 15. stoletju zamenjala kamnita stavba, v kateri so bile upravne službe brabantskega vojvode.
V 16. stoletju je Karel V. naročil, da se obnovi v poznem gotskem slogu, zelo podoben tistemu, ki ga lahko vidimo danes, čeprav brez stolpov ali galerij.
Zaradi škode, ki jo je sčasoma utrpela, še posebej med bombardiranjem leta 1695, jo je leta 1873 arhitekt Victor Jamaer obnovil v neogotskem slogu.
Stavba, katere notranjost je bila prenovljena leta 1985, je od leta 1887 sedež Mestnega muzeja Bruslja.

## Druge hiše na Velikem trgu
Med rue de la Tête d'or / Guldenhoofdstraat in rue au Beurre / Boterstraat (zahodno):
- št. 1: Le Roy d'Espagne (nizozemsko Den Coninck van Spaignien), hiša ceha pekov, zgrajena leta 1696. Prvotno je bila tri oboke na desni strani vhoda neodvisna hiša (Saint-Jacques) dostopna z vrati na ulici au Beurre. Zelo porušena stavba je bila popolnoma obnovljena med letoma 1901 in 1902. Okrašena je z doprsnima kipoma svetega Avberta (zavetnika pekov) in Karla II. Španskega.
- št.2–3: La Brouette (nizozemsko Den Cruywagen), hiša ceha mazalcev od 15. stoletja, zgrajena v kamnu leta 1644. Fasada je bila delno poškodovana med bombardiranjem leta 1695 in so jo leta 1697 obnovili pod vodstvom Jeana Cosyna. Okrašena je s kipom svetega Egidija (zavetnika mazalcev), obnovljena je bila leta 1912. Leva vrata so se odpirala v zdaj izginulo ulico, ki je pripeljala na rue au Beurre.
- št. 4: Le Sac (nizozemsko Den Sack), hiša ceha tesarjev, katerih orodje od 15. stoletja krasi fasado. Zgrajena je bila iz kamna leta 1644, ki ji je delno prizaneslo bombardiranje, leta 1697 jo je obnovil mizar Antoine Pastorana. To hišo je leta 1912 obnovil arhitekt Jean Seghers. Zdaj je to Hiša belgijskega mojstra čokolade.
- št. 5: La Louve (nizozemsko De Wolf), Volk, hiša zapriseženih lokostrelcev, ki jo je leta 1690 zgradil Pierre Herbosch. Leta 1696 je bila fasada obnovljena z vodoravnim vencem, obrobljena z bazo, kamor je bil postavljen kip Feniksa, ki se dviga iz pepela, simbol rekonstrukcije mesta po bombardiranju. Okrašeni pediment z Apolonom je obnovil med letoma 1890 in 1892 arhitekt iz Bruslja Victor Jamaer po prvotnih risbah. basrelief predstavlja Romula in Rema, ki sesata volkuljo.
- št. 6: Le Cornet (nizozemsko De Hoorn), hiša ceha pomorščakov od 15. stoletja, ki jo je leta 1697 zgradil Antoine Pastorana, oblikoval jo je v obliki ladijske krme. Skulpture so delo Pierra van Dievoeta in s pogodbo, ki je bila podpisana 3. aprila 1697, so starešine trgovine pomorščakov zaupali Pierre van Dievoetu izvedbo celotnega kiparstva fasade. Obnovljena med 1899 in 1902.
- št. 7: Le Renard (nizozemsko De Vos), hiša ceha galanteristov iz 15. stoletja, obnovljena leta 1699. Nad pritličjem so reliefi, alegorične skulpture štirih celin in na vrhu, zdaj izginuli kip svetega Nikolaja, zavetnika ceha.

Med ulico Charlesa Bulsa/Karel Bulsstraat in ulico Chapeliers/Hoedenmakersstraat (jug):
- št. 8: L'Étoile (nizozemsko De Sterre), Ammanova hiša, rekonstruirana leta 1695. Podrta je bila leta 1852 zaradi ceste, katere kot je zasedala in se je tedaj imenovala rue de l'Étoile, da je bil omogočen prehod konjskega tramvaja. Obnova leta 1897, na pobudo župana Bruslja Karla Bulsa, z zamenjavo pritličja s kolonado je postala dodatek sosednje hiše. Ulica se je preimenovala v čast župana, na hišo je bila pritrjena plošča v spomin na slednjega in graditelje Velikega trga ob spomeniku Everarda t'Serclaesa.
- št. 9: Le Cygne (nizozemsko De Zwaan), Labod, buržoazna hiša, ki jo je leta 1698 zgradil financer Pierre Fariseau, katerega monogram je viden v središču pročelja. Kupil jo je leta 1720 od ceha mesarjev in spremenil zgornji del. Obnovljena je bila med letoma 1896 in 1904. V njej je bil leta 1885 ustanovni kongres belgijske delavske stranke. V tej hiši je Karl Marx napisal Komunistični manifest.
- št. 10: L'Arbre d'or (nizozemsko Den Gulden Boom), hiša ceha pivovarjev (zdaj pivovarski muzej). Datira v leto 1696 in je bila obnovljena leta 1901. Krasita jo kipa Marca de Vosa in Pierra van Dievoeta. Med gradnjo te hiše je arhitekt Guillaume de Bruyn izrekel slavni stavek: »Zavedali ste se, da delate za večnost!« Na hiši je bil od leta 1752 konjeniški kip Karla Lorenskega, ki ga je med obnovo Bruslja zamenjal guverner Maksimilijan II. Emanuel Bavarski.
- št. 11: La Rose (nizozemsko De Rose), zasebna hiša, obnovljena leta 1702 in ponovno leta 1901.
- št. 12: Le Mont Thabor (nizozemsko Den Bergh Thabor), zasebna hiša, obnovljena leta 1699 in ponovno leta 1885.

Med rue des Chapeliers/Hoedenmakersstraat in rue de la Colline/Bergstraat (vzhod):
- št. 12 a (prej št. 2–4 rue des Chapeliers): Hiša Alsemberg (francosko Maison d'Alsemberg) ali hiša bavarskega kralja (francosko Maison du Roi de Bavière, nizozemsko Koning van Beieren), zasebna hiša, zgrajena leta 1699 z modrim kamnitim portalom, ki ima oznako kamnoseka in velik okulus na zatrepu.
- št. 13–19: Hiša brabantskih vojvod (francosko Maison des Ducs de Brabant, nizozemsko Hertogen van Brabant), sklop sedmih hiš, ki so bile združene za isto veličastno fasado, ki jo je oblikoval Guillaume de Bruyn in spremenil leta 1770, tako imenovana zaradi kipov brabantskih vojvod, ki jo krasijo. Obnovljena je bila med letoma 1881 in 1890.
  - št. 13: La Renommée
  - št. 14: L'Ermitage
  - št. 15: La Fortune
  - št. 16: Le Moulin à vent, hiša ceha mlinarjev.
  - št. 17: Le Pot d'étain, hiša ceha kolarjev.
  - št. 18: La Colline, hiša ceha kiparjev, klesarjev, rezbarjev v kamnu in skrilavcu.
  - št. 19: La Bourse, Borza.

Med rue de la Colline/Bergstraat in rue des Harengs/Haringstraat (severovzhod):
- št. 20: Le Cerf' (nizozemsko De hert ali De heert), zasebna hiša. Fasada je bila obnovljena leta 1710 in ponovno leta 1897.
- št. 21–22: Joseph et Anne (nizozemsko Joseph en Anna), dve zasebni hiši pod eno fasado. Vstavek, uničen v 19. stoletju, je bil obnovljen leta 1897 po akvarelu Ferdinanda-Josepha De Ronsa iz leta 1729.
- št. 23: L'Ange (nizozemsko Den Engel), zasebna hiša trgovca Jan De Vosa, ki je bila leta 1697 obnovljena po risbi Guillauma de Bruynja v italijansko-flamskem slogu. Spremenjena fasada je bila obnovljena leta 1897 po starih podobah.
- št. 24–25: La Chaloupe d'or (nizozemščina De gulden boot), hiša ceha krojačev, ki jo je leta 1697 oblikoval William de Bruyn. To je bilo središče veličastne fasade, ki zajema celotno severovzhodno stran, ki so jo zavračali lastniki sosednjih hiš. Tu je kip svetega Homobona iz Cremone, zavetnika krojačev. Skulpture so delo Pierra van Dievoeta. Sedanje poprsje svete Barbare nad vrati je delo Godefroida Van den Kerckhove (1872).
- št. 26–27: Le Pigeon (nizozemsko De duif) je bila v lasti ceha slikarjev že od 15. stoletja, ki ga je leta 1697 prodal kamnoseku in arhitektu Pierreu Simonu, ki je bil oblikovalec fasade. Med svojim bivanjem v Bruslju je bil v njej nastanjen Victor Hugo in je bila obnovljena leta 1908.
- št. 28: Le Marchand d'or (nizozemsko De Gulden Koopman), zasebna hiša polagalca ploščic Corneilla Mombaertsa, obnovljena leta 1709 in ponovno leta 1882.

Med rue Chair et Pain/Vlees-en-Broodstraat in rue au Beurre/Boterstraat (severozahod):
- št. 34: Le Heaume (nizozemsko Den helm), zasebna hiša. Po besedah Guillauma Des Mareza je arhitekt Pierre van Dievoet. Bila je obnovljena leta 1920.
- št. 35: Le Paon (nizozemsko De pauw), ki je obdržala značilen zatrep iz 18. stoletja, obnovljena leta 1882.
- št. 36–37: Le Petit Renard (nizozemsko t Voske) (ali Le Samaritain) in Le Chêne (nizozemsko Den Eyck), dve hiši iz leta 1696 in obnovljeni leta med letoma 1884 in 1886.
- št. 38: Sainte-Barbe (nizozemsko In Sint Barbara), zasebna hiša, zgrajena leta 1696.
- št. 39: L'Âne (nizozemsko Den Ezel), zasebna hiša, obnovljena leta 1916.

## Cvetlična preproga
Vsaki dve leti v avgustu je nekaj dni na Velikem trgu ogromna cvetlična preproga. Milijoni barvitih begonij so postavljeni v vzorcih, ki pokriva celotno 24 metrov krat 77 metrov veliko površino. Prva cvetlična preproga je bila narejena leta 1971. Zaradi svoje priljubljenosti se je tradicija nadaljevala, saj je cvetlična preproga pritegnila veliko turistov.

## Ommegang
V začetku julija se na Velikem trgu odvija Ommegang, ena največjih zgodovinskih predstav v Evropi.
Izvirno je bila to največja procesija v Bruslju enkrat letno v nedeljo pred binkoštmi. Od leta 1930 se je spremenil v zgodovinsko ponovno vstopanje cesarja Karla V. in njegovega sina Filipa v Bruselj leta 1549.  Danes je dvakrat letno, na prehodu junija v julij. Dogodek pripravlja združenje mesta Bruselj, Ommegang Oppemi Bruxellensis.

## V popularni kulturi
Druga in tretja serija BBC-jeve televizijske serije Secret Army sta bili posneti tukaj v letih 1978 in 1979, posebej okoli stavbe, ki je zdaj restavracija Maxim.

## Galerija
- Veliki trg, proti Kraljevi hiši
- Veliki trg ob belgijskem tednu piva
- Veliki trg ponoči
- Mestna hiša ponoči